# Открытый чемпионат Катара по теннису среди женщин 2025
Открытый чемпионат Катара 2025 (по спонсорским причинам известный как Qatar TotalEnergies Open 2025) — профессиональный женский теннисный турнир, который разыгрывался на открытых хардовых кортах Khalifa International Tennis and Squash Complex.
Турнир-2025 является 23-м по счёту, проводящимся здесь. В этом году он относился к серии WTA 1000, проводящихся в рамках WTA Тура.
Соревнования проходили в Дохе с 9 по 15 февраля 2025 года. Турнир входил в серию соревнований, расположенную в календаре между Открытым чемпионатом Австралии и крупным турниром в Индиан-Уэлле.
Прошлогодние победительницы:
- в одиночном разряде —  Ига Свёнтек
- в парном разряде —  Деми Схюрс и  Луиза Стефани

## Общая информация
Все игроки, представляющие Россию и Беларусь, выступавшие на катарских кортах, были заявлены в нейтральном статусе.
Первым номером посева в одиночном турнире стала Арина Соболенко (№ 1 в мире на тот момент). 26-летняя теннисистка задержалась в сетке на один матч, а титул достался Аманде Анисимовой. Американка выиграла один за другим шесть матчей, а в финале справилась с Еленой Остапенко. Действующая трёхкратная чемпионка — Ига Свёнтек — защищала свои титулы и дошла до полуфинала. Сеянные заняли пять мест в третьем раунде и полностью покинули сетку к финалу.
Лидерами посева в парном турнире стали Габриэла Дабровски и Эрин Рутлифф (4-я и 2-я ракетки мира в тот период). Канадка и новозеландка задержались в сетке на один матч, а титул достался Саре Эррани и Жасмин Паолини. Итальянки выиграли один за другим четыре матча, а в финале справились с Цзян Синьюй и У Фансянь. Прошлогодние чемпионки — Деми Схюрс и Луиза Стефани — не защищали свой титул, но обе принимали участие в соревнованиях: нидерландка (в паре с Эйжой Мухаммад) и бразильянка (в паре с Пейтон Стернс) дошли до второго раунда. Сеянные заняли четыре места в четвертьфиналах.

## Соревнования

### Одиночный турнир
- Аманда Анисимова обыграла  Елену Остапенко со счётом 6-4 6-3.
- Анисимова выиграла 1-й одиночный титул в сезоне и 3-й за карьеру в основном туре ассоциации.
- Остапенко сыграла 1-й одиночный финал в сезоне и 17-й за карьеру в основном туре ассоциации.

### Парный турнир
- Сара Эррани /  Жасмин Паолини обыграли  Цзян Синьюй /  У Фансянь со счётом 7-5 7-6(10).
- Эррани выигрывает 1-й парный титул в сезоне и 33-й за карьеру в основном туре ассоциации.
- Паолини выигрывает 1-й парный титул в сезоне и 7-й за карьеру в основном туре ассоциации.